# Feuerversicherung

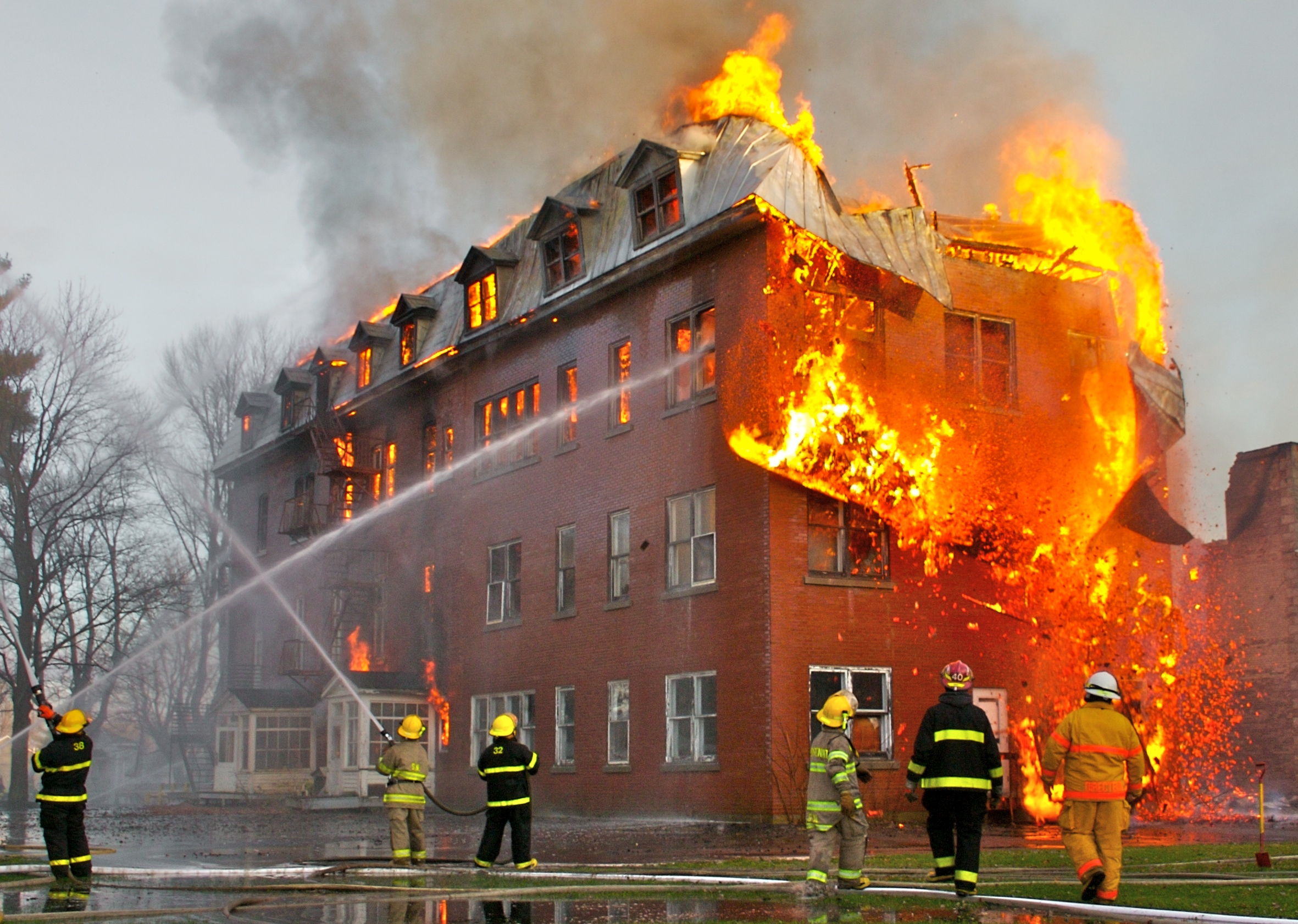
Die Feuerversicherung ersetzt durch Feuer entstandene Schäden

Eine Feuerversicherung ersetzt im Wesentlichen die durch ein Feuer entstandenen Schäden gemäß ihrer Versicherungsbedingungen. Es lassen sich hierüber Mobilien, Immobilien und über die Feuerbetriebsunterbrechungsversicherung auch Ertragsausfälle versichern. Daneben umfasst der Versicherungsschutz die Erstattung einer Reihe von anfallenden Kosten wie zum Beispiel Aufräum- und Abbruchkosten.
In Deutschland und Österreich wird ein Prozentsatz der Versicherungsprämie als Feuerschutzsteuer erhoben. Diese wird zur Finanzierung des Brandschutzes verwendet. Die aktuelle Feuerschutzsteuer in Deutschland beträgt 8,8 % der Versicherungsprämie und ist bereits in der generellen Steuer für die Feuerversicherung von 13,2 % enthalten.

## Geschichte
Zwei Modelle setzten sich in der Feuerversicherung durch: das britische Modell, das auf Handels- und Aktiengesellschaften beruhte, sowie das mitteleuropäische Modell, das eine Prämienversicherung mit Staatlichkeit verknüpfte. Das 1681 in London als Aktiengesellschaft gegründete erste Fire Office unterschied zwei Risikoklassen und arbeitete mit Prämien, nicht mit nachträglichen Umlagen. Es dauerte aber 150 Jahre, bis die Feuerversicherungsgesellschaften eine verlässliche statistische Kalkulationsgrundlage hatten. Bis Mitte des 19. Jahrhunderts ermittelten die Versicherungspraktiker in der Feuer- wie in der Seeversicherung die Höhe der Prämien nach groben Erfahrungswerten. Die laut eigenen Angaben älteste Versicherung der Welt ist die durch den Rat in Hamburg im Jahr 1676 gegründete Hamburger Feuerkasse, die auf dem Abschluss des Hamburger „Feuer-Kontrakts“ von 1591 durch Hamburger Brauereibetriebe basiert. Fast ebenso alt ist die „Tiegenhöfer Brandordnung“ von 1623. Sie wurde von Mennoniten im Großen Werder bei Danzig ins Leben gerufen und basiert auf dem christlichen Gedanken gegenseitiger Hilfe im Notfall. Im katholischen Südeuropa wurden Unglücksfälle und Katastrophen noch mit nachträglichen karitativen Kollekten geregelt, während im calvinistischen Kulturraum privatwirtschaftlich und im lutherischen Kulturraum staatswirtschaftlich vorgesorgt und die Bürger zur Eigenvorsorge verpflichtet wurden. Die meist „Brandkasse“ genannte Brand- bzw. Feuerversicherung für Gebäude war in vielen Gebieten Deutschland eine Pflichtversicherung und Monopolversicherung. Die Versicherer förderten neben ihren eigentlichen Aufgaben nicht unerheblich die Entwicklung des Feuerwehrwesens in ihren Regionen durch Zuschüsse bei Geräte-Anschaffungen und Zahlung von Löschprämien nach Bränden.
Der Abschluss einer Feuerversicherung war in Bayern, Baden-Württemberg und Hamburg sowie in Teilen von Hessen und Niedersachsen bis 1994 gesetzlich vorgeschrieben. Die Versicherung wurde von den jeweiligen öffentlich-rechtlichen Versicherern übernommen, die als Gebietsmonopol agierten. Im Zuge der Liberalisierung des Versicherungsmarktes im Jahr 1994 kam es zur Abschaffung der Monopol- und Pflichtversicherung. Damit mussten die öffentlich-rechtlichen Versicherer, die in jedem Bundesland als Gebäudeversicherungsanstalten bestanden, privatisiert werden. Meist wurden die Gebäudeversicherungsanstalten in mehreren Stufen miteinander verschmolzen und an die jeweiligen Sparkassenversicherer verkauft.
Die Feuerversicherung hat inzwischen ihren Status als wesentliche Versicherungssparte an die Lebens- und Kfz-Versicherung verloren.
Zur Absicherung von Terrorismus-Schäden für Unternehmen wurde aufgrund der Ereignisse des 11. September 2001 die staatlich unterstützte Extremus Versicherung gegründet.

## Grundlagen
Die Feuerversicherung ist im Wesentlichen für den Ersatz von Brandschäden gedacht. Während im Privatkundengeschäft die Feuerversicherung in der Regel nicht in Reinform angeboten wird, gibt es für den gewerblichen und industriellen Bereich die vom Gesamtverband der Versicherungswirtschaft herausgegebenen Allgemeinen Bedingungen für die Feuerversicherung (AFB). Da seit 1994 der Versicherungsmarkt nicht mehr reguliert wird und Versicherungsbedingungen keiner Inhaltskontrolle mehr unterliegen, können Versicherer auch eigene Bedingungswerke entwickeln. In der Praxis spielen die AFB (vor allem in der Fassung AFB 87) eine dominierende Rolle.
Die Definition eines Brandschadens ist somit in den meisten Versicherungsverträgen einheitlich und wie folgt:
„Brand ist ein Feuer, das ohne bestimmungsgemäßen Herd entstanden ist oder diesen verlassen hat, und das sich aus eigener Kraft auszubreiten vermag.“
Ein Feuer ist dabei ein Verbrennungsvorgang mit Lichterscheinung. Als Lichterscheinung gilt bereits ein Glimmen oder Glühen. Ein Verbrennungsvorgang entsteht nach herrschender Meinung nur unter der Zufuhr von Sauerstoff. Insbesondere in der Industrie können in Behältern und Kesseln jedoch auch andere Atmosphären herrschen, in denen ein Verbrennungsvorgang entstehen kann. Deshalb befinden sich in den entsprechenden Versicherungsverträgen häufig weitergehende Formulierungen.
Aus der oben genannten Definition lässt sich insbesondere ableiten, welche Schäden hiervon nicht umfasst sind:
- Sengschäden (z. B. durch eine Zigarette), da das Feuer seinen bestimmungsgemäßen Herd nicht verlassen hat und sich nicht aus eigener Kraft ausbreiten konnte.

- Fermentationsschäden in der Landwirtschaft, da es keine Lichterscheinung gibt und die Prozesse in der Regel aufgrund fehlender Sauerstoffzufuhr ablaufen.

In der Praxis wird bei Brandschäden häufig ein sogenannter Betriebsschaden von der Ersatzleistung abgezogen. Wenn zum Beispiel ein Brand durch einen technischen Defekt in einem Fernseher oder einer Maschine entsteht, ist der vorangehende Defekt kein versicherter Schaden. Das anschließende Feuer zerstört nur noch einen wertlosen/unbrauchbaren defekten Gegenstand und verursacht somit keinen weiteren Schaden mehr.
Die Feuerversicherung umfasst nicht nur Brandschäden, sondern auch
- Blitzschlag (sowohl direkter Blitzeinschlag als auch atmosphärisch bedingte Überspannung)
- Explosion (und häufig auch Implosion)
- Anprall oder Absturz von Luftfahrzeugen, seiner Teile oder seiner Ladung

und ist somit deutlich weitergehender als in der Anfangszeit. Insbesondere in der Industrieversicherung wird aufgrund der Anfangsbuchstaben häufig von den FLEXA-Gefahren gesprochen (Fire, Lightning, Explosion, Aircraft). Die Feuergefahren lassen sich für gewerbliche und industrielle Kunden um eine Vielzahl von Klauseln erweitern, so zum Beispiel den bestimmungswidrigen Austritt glühendflüssiger Schmelzmassen (z. B. in einem Stahlwerk) oder Nutzwärmeschäden (Schäden an Sachen, die zweckmäßig großer Hitze ausgesetzt werden). Auch der zuvor genannte Betriebsschaden lässt sich innerhalb gewisser Grenzen versichern.
Auch Schäden, die durch Brandstiftung verursacht wurden, werden von der Feuerversicherung ersetzt. Sofern ein Täter ermittelt werden kann, wird der Versicherer diesen nach erfolgter Regulierung in Regress nehmen. Eine Eigenbrandstiftung durch den Versicherten ist hiervon ausgenommen, da es sich dann um Betrug handelt. An eine Schadenablehnung aufgrund von Brandstiftung werden strenge Beweislasten geknüpft, der Versicherer muss einen Vollbeweis führen, dass der Versicherungsnehmer (oder eine beauftragte Person) für die Brandstiftung verantwortlich ist. Eine Brandstiftung durch den Versicherten kann dem allgemeinen Tatbestand des Betruges nach § 263 StGB entsprechen. Der Tatbestand des Versicherungsmissbrauchs nach § 265 StGB umfasst die Tathandlung, dass eine versicherte Sache beschädigt oder zerstört wird. Versicherungsbetrug als eigenständigen Tatbestand (§ 265 StGB a. F.) gibt es nicht mehr.
Reine Feuerversicherungsverträge sind in der Praxis nur noch selten anzutreffen, in der Regel wird die Gefahr Feuer mit anderen Bausteinen (z. B. Leitungswasser oder Sturm/Hagel) in einem Vertrag kombiniert. Aufgrund des hohen Schadenpotenzials ist die Feuerversicherung aber bestimmend für die Versicherungsprämie.

## Besonderheiten der industriellen Feuerversicherung
In der Industrieversicherung wird der Prämiensatz für die Feuerversicherung (in Promille der Versicherungssumme) durch eine sogenannte Tarifierung, häufig im Rahmen einer Brandschutzbesichtigung, ermittelt. Wesentliche Faktoren sind dabei die Betriebsart, der bauliche Brandschutz (z. B. Brandwände) und der anlagentechnische Brandschutz (z. B. Sprinkleranlagen). Für die Kalkulation hat der Gesamtverband der deutschen Versicherungswirtschaft eine Reihe von Tarifbüchern herausgegeben, letztmals in den 1990er Jahren. Darin eingeflossen sind Statistiken der Mitgliedsunternehmen zu einer Vielzahl von Brandschäden. Der letztveröffentlichte Tarif T96 ist auch heute noch in Gebrauch, da keine marktweiten Statistiken zur Brandgefahr einzelner Betriebsarten vorhanden sind und viele kleinere Versicherer aufgrund fehlender Daten/Schadenerfahrungen keine versicherungsmathematisch belastbaren Kalkulationen erstellen können. Nachteilig an dieser Praxis ist die Tatsache, dass die im Tarif enthaltenen Daten auf dem technischen Stand der 1990er Jahre basieren und keine neuen Risikopotenziale mehr abbilden. Zudem haben in den letzten Jahren diverse Branchen (z. B. Fleischverarbeitung, Papierherstellung) deutlich mehr Schäden erlitten als früher angenommen. Der Tarif des GDV ist somit in einigen Bereichen nicht mehr als sinnvolle Kalkulationsbasis zu bewerten.
Im Zusammenhang mit der industriellen Feuerversicherung ist der Begriff des Probable Maximum Loss (PML) zu sehen. Dieser gibt den wahrscheinlichen Höchstschaden bei einem Brandereignis an, wenn alle technischen Brandschutzmaßnahmen (z. B. Sprinkleranlage) und einige bauliche Brandschutzmaßnahmen versagen sollten. Nicht betrachtet werden Fälle von Brandstiftung und Katastrophenszenarien wie Flugzeugabstürze. Der PML ist eine wesentliche Kenngröße für Versicherer und hat einen wesentlichen Einfluss auf die Zeichnungsbereitschaft. Große Konzerne mit vielen unterschiedlichen Standorten verfügen zwar über extrem hohe Versicherungssummen (regelmäßig im Mrd.-Bereich), das Risiko für den Einzelschaden ist aber deutlich geringer, da immer nur ein Standort betroffen ist. Der PML ist auch bei der Weitergabe des Risikos an einen Rückversicherer ein wichtiges Kriterium.
Um der im Vergleich zu privaten Risiken höheren Brandgefahr vorzubeugen, bestehen in industriellen Feuerversicherungsverträgen in der Regel weitergehende Obliegenheiten. Bei Verletzung dieser Vorgaben kann der Versicherer im Schadenfall von der Leistung befreit bzw. zur Kürzung berechtigt sein. Die entsprechenden Vorschriften finden sich im Versicherungsvertragsgesetz oder einzelvertraglichen Vereinbarungen. Eine wesentliche Vorschrift ist zum Beispiel die Revision der elektrischen Anlagen durch einen VdS-anerkannten Sachverständigen im jährlichen Turnus. Da ca. 30 % aller Brandschäden im gewerblich/industriellen Bereich aus defekten elektrischen Anlagen entstehen, halten die Sachversicherer die berufsgenossenschaftlichen/behördlichen Prüfungsvorschriften (z. B. BGV A3) nicht für ausreichend. Die Prüfung durch einen VdS-anerkannten Sachverständigen ist deutlich weitergehender und deckt häufig eine Vielzahl von Mängeln auf, die bei anderen Prüfverfahren nicht aufgedeckt werden. Aufgrund der entstehenden Zusatzkosten verweigert sich in der Praxis eine Anzahl von Unternehmen der VdS-Revision, gefährdet dadurch jedoch in erheblichem Maße den Versicherungsschutz.
Ebenfalls häufig anzutreffen sind die Allgemeinen Sicherheitsvorschriften der Feuerversicherer für Fabriken und gewerbliche Anlagen. Diese sind im versicherten Unternehmen auszuhängen und die Mitarbeiter auf ihre Einhaltung zu verpflichten. Die Sicherheitsvorschriften umfassen 10 Punkte wie beispielsweise zum Umgang mit Feuerschutzabschlüssen (Brandschutztore) oder Heißarbeiten.

## Sonstiges
Zusätzlich zur Feuerversicherung wird im Bedarfsfall in der Regel eine prämienfreie Feuerrohbau-Versicherung gewährt. Diese sichert im Bau/Umbau befindliche Objekte gegen Brandschäden ab. Diese Sonderlösung ist notwendig, da in den üblichen Bedingungswerken im Bau befindliche Gebäude und Bauteile nicht vom Versicherungsschutz umfasst sind. Die Feuerrohbau-Versicherung wird in der Regel prämienfrei gewährt, wenn das zu erstellende Objekt anschließend in den Versicherungsvertrag eingeschlossen wird.
Die Feuerversicherer und die deutsche Versicherungswirtschaft insgesamt führen umfangreiche Studien und Tests zur Vermeidung von Brandschäden durch. Durch die VdS Schadenverhütung GmbH wird u. a. eine Vielzahl von Richtlinien und Aufsätzen zum Thema Brandschutz herausgegeben. Diese werden von den meisten in Deutschland aktiven Versicherungen als Grundlage für die Risikoprüfung verwendet und sind insbesondere für den Industriekundenbereich von Bedeutung. Ohne die Einhaltung der VdS-Richtlinien (z. B. Ausgestaltung von Sprinkleranlagen) ist mit wesentlich höheren Feuerversicherungsprämien zu rechnen. Die Vorgaben des VdS (und somit der Versicherungswirtschaft) sind in der Regel deutlich weitergehender als behördliche Anforderungen, da für die Versicherer der Schutz von Sachwerten im Vordergrund steht, während bei behördlichen Vorgaben der Schwerpunkt auf dem Personenschutz liegt.

## Einzelne Feuerversicherer (Auswahl)
- Dresdner Feuerversicherung
- Hamburger Feuerkasse
- Landwirtschaftliche Versicherungsgesellschaft zu Greifswald
- Lübecker Feuerversicherungsverein
- Magdeburger Feuerversicherungs-Gesellschaft
- North British and Mercantile Insurance Company
- Providentia (Feuerversicherung)
- SV SparkassenVersicherung
- Versicherungskammer Bayern
- Victoria Feuer-Versicherungs-AG